# Видмер-Шлумпф, Эвелин
Эвелин Видмер-Шлумпф (нем. Eveline Widmer-Schlumpf; род. 16 марта 1956, Фельсберг, кантон Граубюнден, Швейцария) — швейцарский политик, представляющая Консервативную демократическую партию.

## Биография
Закончила в 1981 году Цюрихский университет. В 1985 была избрана в окружной суд Трина и была его председателем в 1991—1997. 12 декабря 2007 на выборах в Федеральный совет Швейцарии одержала во втором туре победу над лидером Швейцарской народной партии Кристофом Блохером, получив портфель главы федерального департамента юстиции и полиции. В сентябре—ноябре 2008 года одновременно исполняла обязанности главы департамента финансов, вместо заболевшего Ханса-Рудольфа Мерца. Была президентом Швейцарии в 2012 году.
В 2015 году приняла решение более не избираться в Федеральный Совет страны.

## Семья
Эвелин Видмер-Шлумпф — дочь бывшего президента Швейцарии Леона Шлумпфа.